# Nuncjatura Apostolska w Rosji
Nuncjatura Apostolska w Rosji (ros. Апостольская нунциатура в России) – misja dyplomatyczna Stolicy Apostolskiej w Federacji Rosyjskiej. Siedziba nuncjusza apostolskiego mieści się w Moskwie.

## Historia
Dyplomaci papiescy w Rosji akredytowani byli już w czasach carskich. W 1816 po raz pierwszy ustanowiono stałe stosunki dyplomatyczne pomiędzy Stolicą Apostolską a Rosją. Zostały one zerwane w 1866 w konsekwencji powstania styczniowego i następujących po nim represjach. Przywrócone je w 1894 i ponownie zerwano po rewolucji październikowej, jednak do 1928 utrzymywano nieformalne kontakty. Od połowy lat 60. XX w kontakty pomiędzy Stolicą Apostolską a ZSRS były regularne lecz nieformalne.
Po wznowieniu stosunków 15 marca 1990 Jan Paweł II utworzył Nuncjaturę Apostolską w Związku Radzieckim, która po rozpadzie tego państwa zmieniła nazwę na obecną. Pełne stosunki dyplomatyczne nawiązano jednak dopiero 9 grudnia 2009.